# 大曲車站 (青森縣)
大曲車站（日语：／ Ōmagari eki */?）是一座曾存在於日本青森縣上北郡六戶町犬落瀨，由十和田觀光電鐵所經營的鐵路車站。大曲車站是十和田觀光電鐵線沿線的一個無人小站，1935年初設站時，原本只是個號誌站（信號所），並於1938年時升格為車站，由於會車管理的需要，在1938年到1953年之間大曲是有人員駐守，直到1953年時取消了站內的會車設備之後，車站也同時改為無人化。2012年4月，伴隨十和田觀光電鐵線廢線、營運業主全面自鐵路運輸業撤出，大曲車站也一同停止營運廢站。
與一般車站的命名習慣不同，大曲車站的站名並非源自所在地的地名，而是起因於車站南側不遠處一個大型的路線彎曲，因而得名。

## 車站
在廢站前，大曲原本是配置有一座側式月台一條乘車線的地面車站。

## 相鄰車站
十和田觀光電鐵
十和田觀光電鐵線
三澤－大曲－柳澤